# 川原洋一郎
川原 洋一郎（かわはら よういちろう、1950年3月2日 - ）は、日本の熊本県出身の歌手・俳優。1971年より2017年まで劇団四季に所属し、その後Goenproへ移籍した。

## 出演
- NHKおかあさんといっしょ - 7代目たいそうのおにいさん（1973年4月2日 - 1974年3月29日）

※歴代のたいそうのおにいさんの中では、在任期間がいちばん短く、1年であった。

### 劇団四季での出演作品
- 解ってたまるか!（武田）
- 夢から醒めた夢（デビル）
- 人間になりたがった猫（スワガード）
- アイーダ（ゾーザー、アモナスロ）
- クレイジー・フォー・ユー（ランク・ホーキンス）
- ライオンキング（プンバァ）
- 壁抜け男（B氏(公務員)・警官1・看守1・ファシスト）